# سيفون فلتر 2
سيفون فلتر 2 (بالإنجليزية: Syphon Filter 2) هي لعبة فيديو من نوع تسلل وتصويب منظور الشخص الثالث، تاريخ صدورها هو 29 فبراير 2000 . وهي متوفرة على أجهزة بلاي ستيشن . اللعبة من تطوير ذاكرة صورية وهي من نشر 989 ستوديوز .

## روابط خارجية
- سيفون فلتر 2 على موقع IMDb (الإنجليزية)